# Groupe de télescopes Isaac Newton
Le groupe de télescopes Isaac Newton (en anglais Isaac Newton Group of Telescopes ou ING) est constitué de trois télescopes optiques : le télescope William-Herschel, le télescope Isaac-Newton, et le télescope Jacobus Kapteyn, exploités par une collaboration entre le Science and Technology Facilities Council (STFC) britannique, le NWO néerlandais et l'IAC espagnole. Les télescopes sont situés à l'observatoire du Roque de los Muchachos sur l'île de La Palma dans les îles Canaries.
Ces télescopes étaient précédemment sous le contrôle de l'observatoire royal de Greenwich avant les coupes budgétaires du gouvernement britannique en 1998.